# Koblenz-Güls
Koblenz-Güls ist ein Stadtteil von Koblenz. Der 775 erstmals erwähnte Ort liegt an der Mosel und wurde 1970 eingemeindet. Seit 1938 gehört das benachbarte Dorf Bisholder zu Güls. Heute ist es ein etwas abseits des eigentlichen Stadtgebiets von Koblenz gelegenes reines Wohngebiet.

## Geographie
Güls liegt links der Mosel, der im Ort der 3,2 km lange Schleiderbach zufließt.

## Geschichte
Die erste Siedlung in der Flussniederung des heutigen Güls war keltischen Ursprungs und dürfte „Golu“ oder „Golo“ geheißen haben. Mit dem Vordringen der Römer kamen die westlich des Rheins wohnenden Kelten unter römische Herrschaft. Am Mühlbach wurden 1965 Reste einer römischen Wasserleitung gefunden, sie lassen darauf schließen, dass es hier eine römische Siedlung gab.
Um das Jahr 450 verdrängten die Franken die Römer und das Gebiet gehörte fortan zum Fränkischen Reich. Es begann eine rege Bautätigkeit, denn seit der Einführung des Christentums (um 370) siedelten sich hier Adel und Privilegierte an. Die Bevölkerung des Ortes ernährte sich von Ackerbau, Viehzucht und Fischfang. Der wahrscheinlich von den Römern eingeführte Weinbau wurde von den Franken verstärkt betrieben. Es konnten zwei merowingische Bestattungsplätze nachgewiesen werden.
Urkundlich wurde Güls erstmals 775 in einer Schenkung Karls des Großen an das Kloster Hersfeld unter dem Namen „Gulse“ erwähnt. Im Jahr 928 wird es „Gulisa“ genannt und 1064 gehört Gulesa nach einer Schenkung des Kölner Erzbischofs Anno von Köln zur Abtei Siegburg.
Die Pfarrei Güls wurde erstmals im Jahre 1126 erwähnt, als diese an das Servatiusstift in Maastricht übertragen wurde. Diese Verbindung führte mit Sicherheit dazu, dass der heilige Servatius der Schutzpatron der Pfarrei Güls wurde. Im Mittelalter hatte Güls eine Befestigung, die Straßenausgänge waren durch Tore absperrbar. Zu den ältesten geistlichen Weinbergbesitzern in Güls gehörte die Zisterzienserabtei Kamp am Niederrhein.
Den Gülser Besitz verkaufte die Abtei 1501 dem Augustinerkloster in Ehrenbreitstein. Nach Auflösung des Klosters gelangte dieser Besitz 1592 durch eine Schenkung des Trierer Erzbischof an das Koblenzer Jesuitenkolleg.
Im Jahre 1787 hatte Güls 640 Einwohner. Mit der französischen Besetzung des linken Rheinufers 1794 und später unter Napoleon veränderte sich die soziale, wirtschaftliche und politische Ordnung. Die Privilegien des Adels und der Geistlichkeit wurden abgeschafft sowie Titel, Wappen und Prädikate aberkannt. Alle Bürger mussten Steuer bezahlen, der Kirchenzehnte entfiel, es gab keinen Frondienst mehr. Mit der Säkularisation wurde umfangreicher Kirchen- und Herrenbesitz verkauft.
Nachdem Güls in kurtrierischer Zeit zum Amt Bergpflege gehört hatte, wurde es mit Übernahme durch Preußen 1815 der Bürgermeisterei Winningen im Landkreis Koblenz zugeordnet. Zu Beginn der preußischen Zeit lebten 889 Einwohner in Güls. Die Zahl verdoppelte sich bis 1864 fast auf 1620 Einwohner.
Mit Bau der Moselstrecke wurde zur Überquerung der Mosel 1878 zwischen Güls und Moselweiß die Gülser Eisenbahnbrücke errichtet. Im Jahre 1912 hatte Güls 2412 Einwohner und war zeitweise der größte Kirschenumschlagplatz Deutschlands. Der Erste Weltkrieg und die anschließende Inflation brachten Arbeitslosigkeit und Armut. Ein schweres Unwetter mit anschließender Sturzflut forderte am 16. Mai 1932 fünf Menschenleben. Ein Haus wurde vollständig von den Wassermassen weggerissen, viele Gebäude wurden beschädigt und drohten einzustürzen.
Seit dem 1. April 1938 gehört Bisholder mit etwas mehr als 100 Einwohnern zur Gemeinde Güls. In verschiedenen Schenkungen des frühen Mittelalters werden die Landgüter unter abweichenden Namen genannt. Der Ort Bisholder gehörte nicht zum Kurfürstentum Trier, sondern zu der luxemburgischen Grafschaft Chiny. Von 1555 bis 1713 gehörte das Herzogtum Luxemburg zur spanischen Krone. Somit war Bisholder eine Habsburger Enklave und wird deshalb heute noch im Volksmund „Kleinspanien“ genannt, obwohl es nie eine spanische Zivilbevölkerung gegeben hat.
Die Moseluferstraße (heute B 416) wurde 1936 gebaut. Im Zweiten Weltkrieg wurde Güls am 21. November 1944 zum ersten Mal bombardiert. Der folgenschwerste Luftangriff fand am 22. Dezember 1944 statt. Das Bombardement dauerte etwa 25 Minuten, dabei verloren 95 Menschen ihr Leben, die Planstraße war ein einziger Trümmerhaufen. Nach dem Zweiten Weltkrieg erlebte Güls, das sich von einem reinen Bauerndorf zu einem Handwerkerdorf entwickelt hatte, eine überproportionale Bevölkerungszunahme. Durch Zuzug der Menschen aus den Ostgebieten bekam nicht nur der ursprüngliche Ort mehr Mitbürger, sondern auch die kleine evangelische Gemeinde mehr Mitglieder.
Am 7. November 1970 wurde Güls in die Stadt Koblenz eingemeindet. Güls hatte seit dem 14. Jahrhundert das Fährrecht. Im März 1990 wurde der Fährbetrieb eingestellt, da durch den Bau der dritten Moselbrücke in Koblenz, der Kurt-Schumacher-Brücke, der Betrieb unrentabel wurde.

## Sehenswürdigkeiten
- Alte Pfarrkirche St. Servatius aus dem 13. Jahrhundert
- Neue katholische Pfarrkirche St. Servatius aus dem 19. Jahrhundert
- Großheiligenhäuschen
- Dreifaltigkeitskapelle, Gedenkstätte für die Hochwasserkatastrophe im Jahr 1932
- St.-Sebastianuskapelle
- St. Antonius Eremit
- Gülser Eisenbahnbrücke über die Mosel

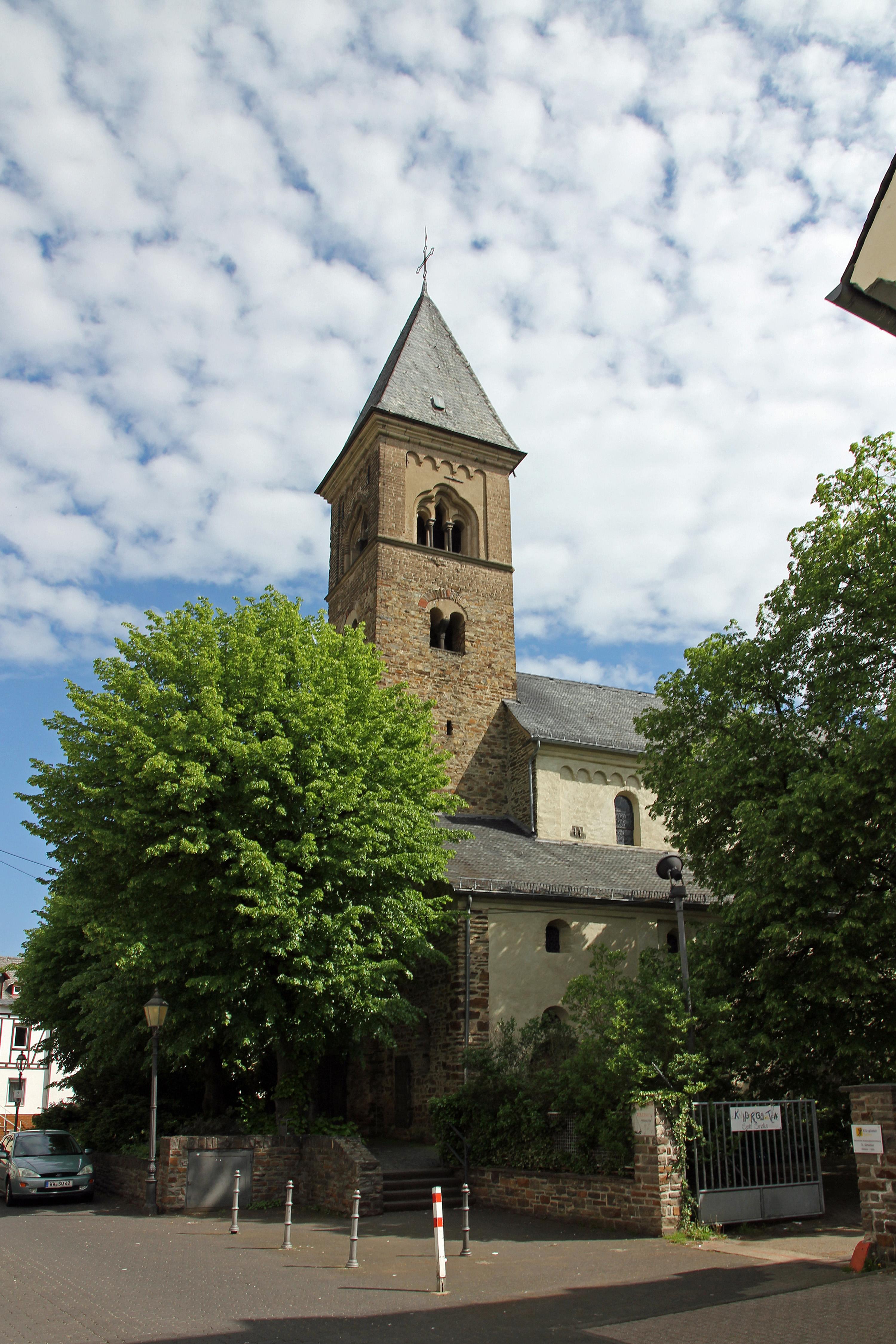
Alte Pfarrkirche St. Servatius
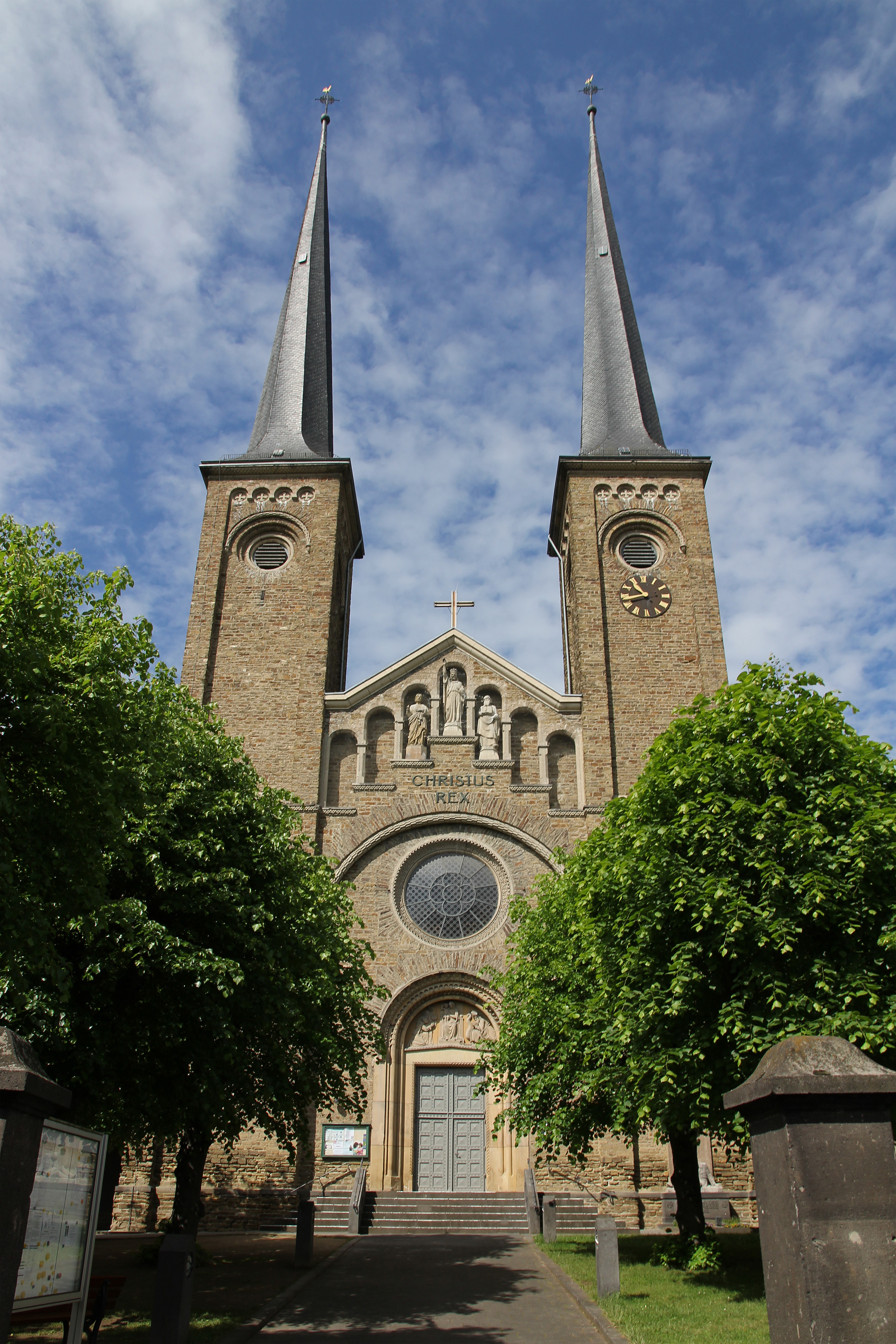
Neue katholische Pfarrkirche St. Servatius
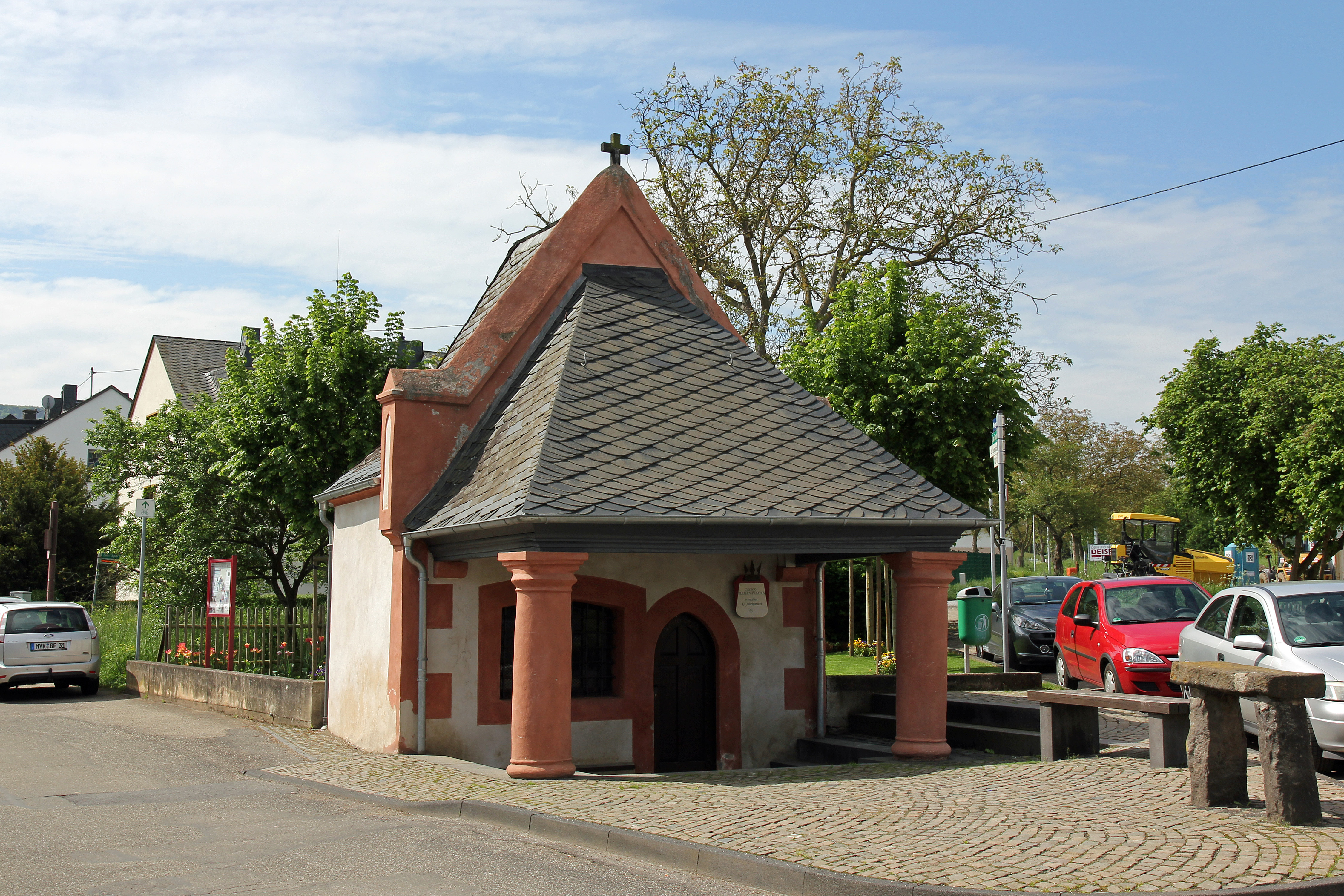
Großheiligenhäuschen
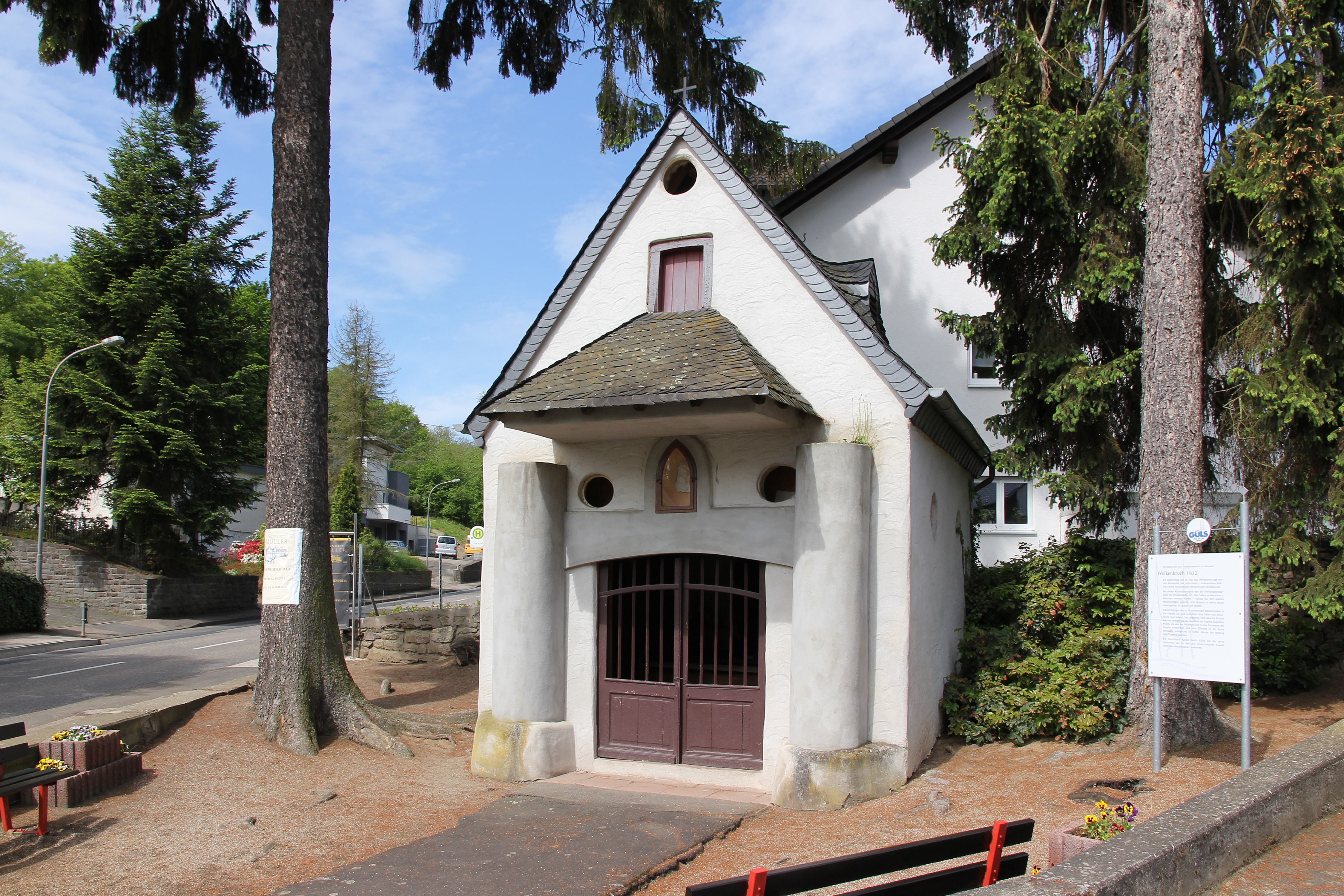
Dreifaltigkeitskapelle
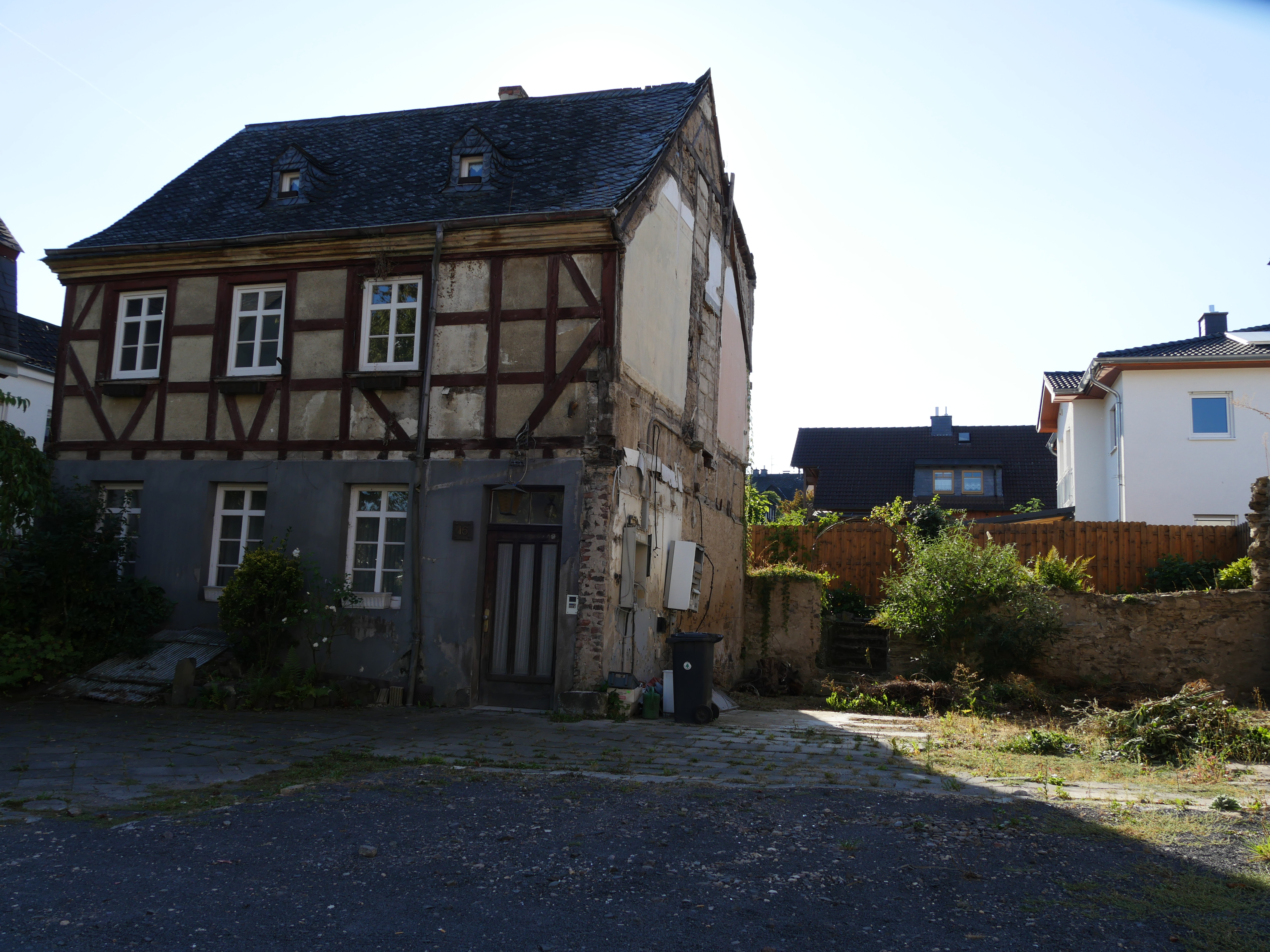
Gulisastraße 16
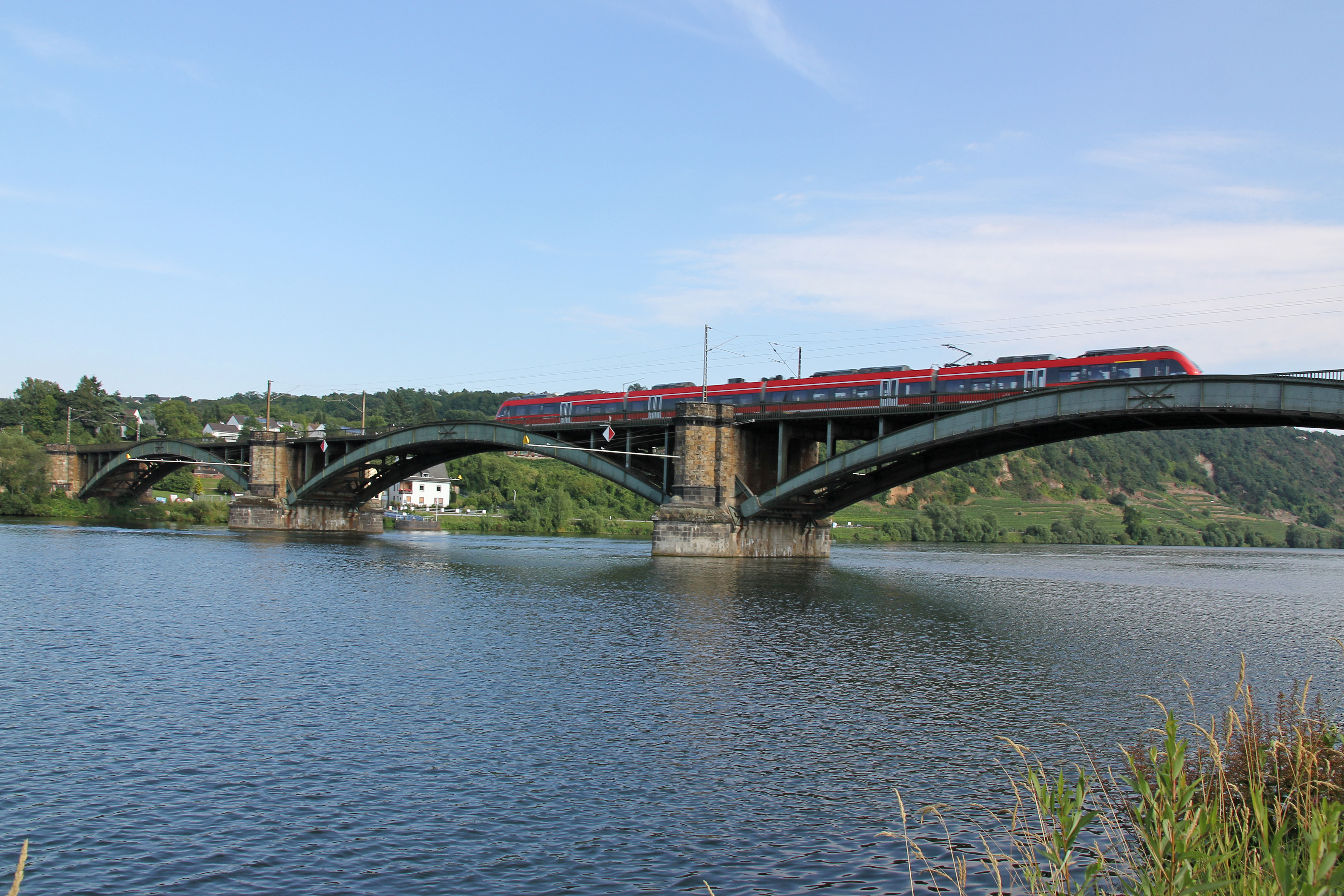
Gülser Eisenbahnbrücke

## Weinbau
In Güls gibt es die folgenden Weinlagen (moselabwärts gesehen):
1. Gülser Königsfels[5]
2. Gülser Bienengarten[6]
3. Gülser bzw. Metternicher Marienberg[7]

## Politik

### Ortsbeirat
Für den Stadtteil Güls wurde ein Ortsbezirk gebildet. Dem Ortsbeirat gehören elf Beiratsmitglieder an, den Vorsitz im Ortsbeirat führt der direkt gewählte Ortsvorsteher.
Zur Zusammensetzung des Ortsbeirats siehe die Ergebnisse der Kommunalwahlen in Koblenz.

### Ortsvorsteher
Hans-Peter Ackermann (Grüne) wurde am 29. November 2021 Ortsvorsteher von Güls. Bei der Direktwahl am 21. November 2021 war er mit einem Stimmenanteil von 55,2 % gewählt worden. Bei der Kommunalwahl am 9. Juni 2024 setzte er sich mit einem Stimmenanteil von 79,0 % gegen einen Mitbewerber durch und wurde damit für weitere fünf Jahre in seinem Amt bestätigt.
Ackermanns Vorgänger Hermann-Josef Schmidt (SPD) hatte das Amt seit 2004 ausgeübt. Zuletzt bei der Direktwahl am 26. Mai 2019 war er mit einem Stimmenanteil von 80,9 % in seinem Amt bestätigt worden. Ende August 2021 musste er es jedoch aus gesundheitlichen Gründen vorzeitig niederlegen. Sein Vorgänger als Ortsvorsteher war Eckhard Kunz.

### Wappen

Ortswappen von Güls

Als Kenner der Heraldik entwarf der Leiter des Staatsarchivs Koblenz Bruno Hirschfeld das Gülser Wappen. Im Oberteil hat Hirschfeld das Wappen des Trierer Chorbischofs Diederich von Güls (Theodorici von Guls) zu Grunde gelegt. Die Traube im Unterteil weist auf den für Güls wichtigen Weinbau hin. Im September 1938 beantragte die Gemeinde Güls den beschriebenen Entwurf zur Genehmigung. Auf Grund dieses Antrages verlieh der Oberpräsident der Rheinprovinz durch Erlass vom 28. November 1938 (A.V.K. 0122) der Gemeinde Güls dieses Wappen.

## Verkehr
Strecken und Linien der Bahn AG

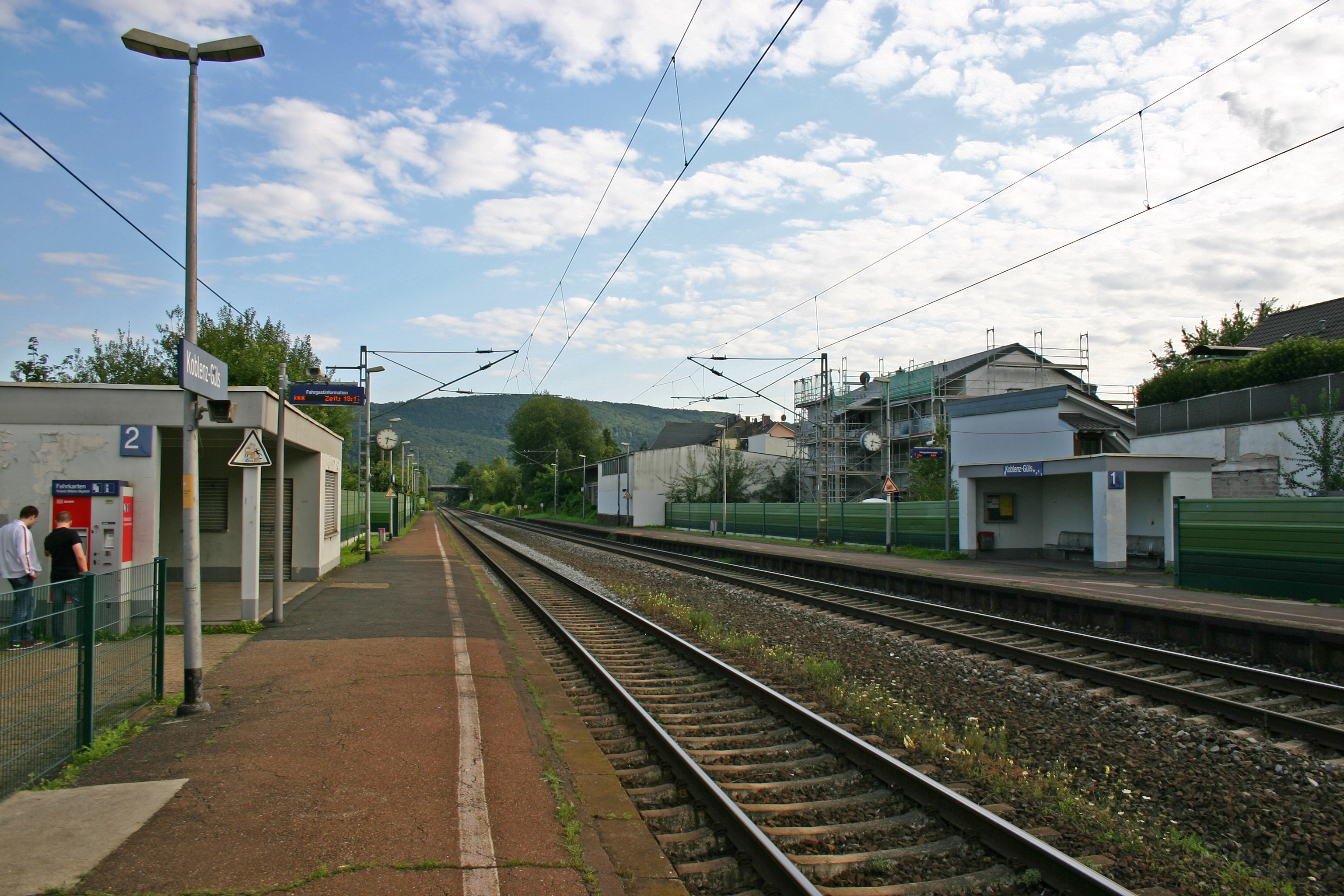
Haltepunkt Koblenz-Güls

Güls liegt an der B 416, die entlang der Mosel im Norden nach Metternich und im Süden nach Winningen führt. Die Moselstrecke durchquert den Ort und führt über die Gülser Eisenbahnbrücke, die die Mosel überspannt, nach Moselweiß. An der Strecke im Ortskern liegt der Haltepunkt Koblenz-Güls. Dort verkehren folgende Züge:
| Linie | Bezeichnung   | Linienverlauf                                                                                                  | Taktfrequenz                                        |
| ----- | ------------- | --- | --------------------------------------------------- |
| RB 81 | Moseltal-Bahn | Koblenz – Koblenz-Güls – Winningen (Mosel) - Treis-Karden - Cochem – Bullay (DB) – Wittlich – Schweich - Trier | 60 min (in der HVZ Verstärkerzüge Koblenz – Cochem) |

Strecken und Linien der Koblenzer Verkehrsbetriebe KoVeb
| Linie | Bezeichnung                                                | Linienverlauf | Taktfrequenz        |
| ----- | ---------------------------------------------------------- | --- | ------------------- |
| 3     | Oberwerth – KO-Zentrum – Rauental – Uni – Güls (Kapelle)   | CGM Arena/Stadion – Jahnstr. – Weberplatz – Schillerstr. – Händelplatz – Schützenhof – Anschützstr. – Schenkendorfplatz – Sachsenstr. – Koblenz Hbf – Markenbildchenweg – Rhein-Mosel-Halle – Stadttheater/Schloss – Zentralplatz/Forum – Bf Stadtmitte/Löhr-Center – Baedekerstr. – Ludwig-Erhard-Str. – Karl-Tesche-Str. – Peter-Klöckner-Str. – Verwaltungszentrum/B49 – Kurt-Schumacher-Brücke – Uni/Winninger Str. – Mett. Fährhaus – In der Laach – Über'm Rath – Moselbrücke Güls – Bf./Alte Schule – Güls Friedhof – Bienengarten – Güls Kapelle                                                                                         | 30 min (in der HVZ) |
| 13    | Oberwerth – KO-Zentrum – Rauental – Uni – Güls (Bisholder) | CGM Arena/Stadion – Jahnstr. – Weberplatz – Schillerstr. – Händelplatz – Schützenhof – Anschützstr. – Schenkendorfplatz – Sachsenstr. – Koblenz Hbf – Markenbildchenweg – Rhein-Mosel-Halle – Stadttheater/Schloss – Zentralplatz/Forum – Bf Stadtmitte/Löhr-Center – Baedekerstr. – Ludwig-Erhard-Str. – Karl-Tesche-Str. – Peter-Klöckner-Str. – Verwaltungszentrum/B49 – Kurt-Schumacher-Brücke – Uni/Winninger Str. – Mett. Fährhaus – In der Laach – Über'm Rath – Moselbrücke Güls – Bf./Alte Schule – Keltenring – Bisholderweg – Karl-Mannheim-Str. – Laubenhof – Busparkplatz – Bisholder – Güls Friedhof – Bienengarten – Güls Kapelle | 30 min (in der HVZ) |

## Persönlichkeiten

### Ehrenbürger
- Karl Möhlig (1882–1970), Studienrat und Heimatforscher, Ehrenbürger 1962 wegen seiner Verdienste um die Erforschung der Heimatgeschichte

### In Güls geboren
- Wilhelm Hillesheim (1889–1976), Zimmermann und Lokalpolitiker (CDU)
- Maria Detzel (1892–1965), Politikerin (SPD)
- Susanne Hermans (1919–2013), Sozialarbeiterin und Politikerin (CDU)
- Dieter Nüssing (* 1949), Fußballspieler
- Maria Bernadette Hein (* 1958), Zisterzienserin, Äbtissin von Lichtenthal
- Andrea Thomas (* 1963), Sprinterin

### Mit Güls verbunden
- Hubert Hermans (1909–1989), Jurist, Verwaltungsbeamter und Politiker (CDU)
- Egon Klepsch (1930–2010), Europa-Politiker (CDU)
- Detlev Pilger (* 1955), Lehrer und Politiker (SPD)